# Малешова, Сейфула
Сейфула Малешова (алб. Sejfulla Malëshova; 2 марта 1900 года, Кельцюра — 9 июня 1971 года, Фиер) — албанский поэт, публицист, левый политический деятель, активный участник коммунистического движения в Албании.

## Биография

### Национально-революционное движение
Выходец из крестьян Южной Албании. С 17-летнего возраста в албанском национально-революционном движении. В 1913—1922 годах жил в Риме, где изучал медицину. В 1923 году вернулся в Албанию, где стал редактором оппозиционной газеты «Джока» и членом демократического общества «Башкими», которое представлял и в революционном правительстве епископа Феофана Ноли в 1924 года. 23-летний Малешова был товарищем председателя совета министров, фактически — личным секретарём Ноли.

### В Москве и Коминтерне
После свержения революционного правительства Малешова через Италию бежал в Париж, а затем в Москву, где изучал, а затем преподавал марксизм: в 1926—1929 годах был слушателем Военно-политической академии имени В. И. Ленина; в 1929—1933 годах — преподаватель итальянского сектора Марксистско-ленинской школы в Москве; в 1930—1936 годах — доцент кафедры диамата и истмата Московского энергетического института; в 1936—1939 гг. — научный сотрудник Института философии АН СССР.
Сотрудничал в Коминтерне (коминтерновские псевдонимы — Гурин, Марио Тасси), входил в его албанскую секцию — московскую группу коммунистов из Албании. После смерти Али Кельменди рассматривался, наряду с Лазарем Фундо, как один из кандидатов на руководство албанской коммунистической эмиграцией. В 1930—1932 годах состоял в рядах ВКП(б), но впоследствии был исключен как «бухаринец». В 1939 году отправлен Коминтерном на партийную работу во Францию.

### Организатор и поэт партизанского движения в Албании
В начале Второй мировой войны принимал участие в воссоздании Коммунистической партии Албании и организации партизанского движения в Албании. Вернувшись на родину в июле 1943 года, был кооптирован в состав Генерального национально-освободительного совета (что уравновесило в нём количество коммунистов и националистов) и генерального штаба Национально-освободительной армии, стал кандидатом в члены ЦК КПА.
Ещё до войны Малешова, писавший под псевдонимом Ляме Кодра, получил некоторую известность как поэт не только в Албании, но и за рубежом (его благожелательно отмечал Максим Горький на I съезде советских писателей в 1934 году). Затем он выступал как повстанческий поэт партизанской войны против оккупационных армий Италии и Германии. При этом единственный прижизненный сборник стихов Ляме Кодры вышел в свет в 1945 году (трёхтомник произведений Малешовы будет издан в Тиране посмертно в 1998 году).
Также отличился как переводчик: переводил «Интернационал» Эжена Потье, «Песню о Буревестнике» и «Песню о Соколе» Максима Горького, «Анчар» А. С. Пушкина, «Кому на Руси жить хорошо» и другие произведения Н. А. Некрасова.

### Умеренный коммунист
На пленуме КПА в Берате в 1944 году выступавший с одним из центральных докладов Малешова заявил, что в Албании на деле не существует ни марксистской партии, ни действительного коллективного партийного руководства — по его словам, и ЦК, и политбюро подменяли эмиссар Компартии Югославии Миладин Попович и тройка человек из окружения (Энвер Ходжа, Рамадан Читаку, Лири Гега). Кроме того, Малешова требовал создания широкого демократического фронта за строительство новой Албании, исключавшего диктат и сектантство компартии.
С этого момента Малешова, входивший в Политбюро ЦК КПА с пленума и до 1946 года, считался одним из руководителей (наряду с Нако Спиру, Туком Яковой и поначалу Мехметом Шеху) «умеренной» фракции «интеллектуалов» в Компартии (которым противостоял возглавлявший репрессивный аппарат в лице тайной полиции Сигурими Кочи Дзодзе).

### Во власти
В Антифашистском национально-освободительном комитете Албании он отвечал за сферу просвещения, в 1945 году вошёл во временное демократическое правительство, занимался экономическими вопросами, был назначен министром культуры и пропаганды. В том же году он был избран президентом недавно созданного Албанского союза писателей и художников, первоначально состоявшего из 74 членов, среди которых был ряд некоммунистических интеллектуалов. Союз взял на себя издание известного албанского литературного журнала «Дрита».
Слывший либеральным коммунистом и демократом Малешова размещал в нём публикации, написанные с разных позиций, не обращая внимания на их идеологическое содержание. Он вообще ратовал за максимальное расширение социальной базы Демократического фронта Албании за счёт привлечения всех, кто признает его платформу («союз рабочих, крестьян, ремесленников, мелких и средних предпринимателей, интеллектуалов против фашизма и реакционных клик»). Среди прочего, приглашал вернуться на родину своего бывшего наставника — «красного епископа» Фан Ноли. Всё это вызывало гнев Энвера Ходжи, особенно после обращения Союза писателей к Гарри Трумэну и Клементу Эттли с призывом к признанию новой республиканской Албании западными странами (ради упрочения международных позиций Албании Малешова считал возможным идти на уступки).

### Падение, преследование и забвение
Проживший длительное время за рубежом Малешова владел итальянским, русским, французским, турецким, немного немецким и греческим языками, получил лучшую марксистскую теоретическую подготовку, чем почти все остальные албанские коммунисты, а следовательно, оказался ещё более неугоден партийному руководству. В декабре 1945 года Ходжа обвинил его в «правом уклоне». В феврале 1946 года с подачи Кочи Дзодзе (которого Малешова критиковал за зависимость от Югославии и который, по иронии судьбы, вскоре будет репрессирован на этом же основании) Малешову вывели из состава Политбюро ЦК и ЦК КПА за «ошибочные политические и экономические взгляды»; его «клика» была заклеймена «оппортунистами» и «антиюгославами».
В мае 1947 года Малешова был исключён из коммунистической партии, арестован по приказу Дзодзе и со сторонниками предстал перед контролируемым тем Народным судом. По обвинению в антигосударственной деятельности они были приговорены к длительным срокам тюремного заключения и ссылкам. На несколько лет Малешову интернировали в концлагере в Бальши, а его имя предали забвению. После его увольнения последовали преследования писателей, многие из которых подвергались преследованиям и были брошены в тюрьмы. Официозно-пропагандистскую оценку Малешовы выдал Энвер Ходжа:
Внутри партии и в руководстве развернулась борьба против оппортуниста Сейфулы Малешова, который работал на ликвидацию албанской коммунистической партии и народной демократии. Сейфула Малешова, который был поставлен в руководство партии интригами югославских фашистов, является антимарксистом, меньшевиком-ликвидатором. Руководясь своими взглядами, Сейфула Малешова пытался в интересах буржуазии и империализма ликвидировать завоевания албанского народа, достигнутые под руководством партии. Под маской коммуниста он боролся за то, чтобы буржуазии были возвращены ее права и привилегии, чтобы партия должна была разделить с ней власть. Сейфула Малешова добивался повторения буржуазно-демократического режима 1924 года, что было равно ликвидации влияния и руководства партии и подготовке тем самым могилы для албанского народа.
Сейфула Малешова провёл остаток своей жизни под надзором полиции в Фиере, работая кладовщиком и избегаемый согражданами. Если кто-то осмеливался с ним заговаривать, он прижимал палец к губам, напоминая им об обете молчания, который обеспечивал его выживание. Он умер изгоем в 1971 году от аппендицита, перешедшего в перитонит. На его похоронах присутствовали только его родная сестра, могильщик и два агента Сигурими.